# Isabel Martin Lewis
Isabel Martin Lewis (Old Orchard Beach, Maine, 11 de juliol de 1881 – 1966) va ser una astrònoma nord-americana, la primera dona contractada, com a assistent astronòmic, per l'Observatori Naval dels Estats Units.

## Biografia
Va treballar, des de 1905 a 1907, com a "calculadora astronòmica" per al professor Simon Newcomb, i mentre ho feia va adquirir experiència sobre els eclipsis, la qual cosa va fer que desenvolupava mètodes per determinar on pot observar-se un eclipsi amb major precisió.
També va desenvolupar un mètode amb el qual predir ocultacions lunars.
En 1908 es converteix en la primera dona contractada com a astrònoma assistent per la United States Naval Observatory. Amb anterioritat, en 1849, va ser contractada Maria Mitchell, però en qualitat de ‘calculadora’, i no com a astrònoma.
Mentre treballa en l'Observatori Naval va conèixer a Clifford Spencer Lewis, amb qui es va casar el 4 de desembre de 1912. Després del naixement del seu fill, Robert Winslow Lewis, Isabel Martin Lewis va reduir la seva jornada de treball per poder dedicar-se a la seva casa i al seu fill.
És llavors quan es dedica a la divulgació científica, la qual va realitzar amb la publicació de diversos llibres i nombrosos articles en revistes.
En 1918, Lewis va ser triat membre de la Societat Astronòmica Americana. També va ser membre de la Reial Societat Astronòmica del Canadà i de la Societat Astronòmica del Pacífic
En 1919 publica el seu primer llibre titulat "Splendors of the Sky" i el segon, "Astronomy for Young Folks", en 1922. En 1924 publica "Un llibre de mà dels eclipsis solars".
El seu marit va morir l'any 1927, i llavors Isabel torna a treballar a temps complet pel que va poder ascendir fins a arribar a Assistent Científic primer i en 1930 a Astrònom.
Els seus descobriments i mètodes per precisar els eclipsis van ser extraordinaris per haver-se fet en un moment en el qual no s'utilitzava ordinadors per fer els càlculs. Quan la tecnologia es va ser integrant en els processos, Isabel va tractar d'adaptar-se i va millorar les equacions existents per a aquesta transició.
Al llarg de tota la seva carrera, a més de llibres va publicar articles en The New York Evening Sun, Science and Invention, Popular Astronomy, The Astronomical Journal i molts altres. A més treballava en una sèrie mensual regular d'articles publicats en Nature Magazine.
També es va dedicar a donar conferències en una emissora de local de radi, la Companyia Nacional de Radiodifusió (WRC), i també donava xerrades en escoles i esglésies locals per a nens.
Malgrat que l'any 1951 es va jubilar de l'Observatori naval, va seguir treballant en les seves publicacions en periòdics i revistes fins a 1955.
Una altra faceta de la seva carrera va ser la de la lluita per la igualtat de la dones, va defensar el sufragi femení, era assídua practicant d'esports, s'oposava a l'ús d'animals en experiments científics i va recolzar tots els esforços per prohibir-ho.